# Алкасоваський договір
Алкасова́ський до́говір — міжнародний договір між Кастилією та Португалією, що завершив війну за кастильську спадщину. Укладений 4 вересня 1479 року в містечку Алкасоваш. Підписаний католицькими королями з кастильського боку, та португальським королем Афонсу V і його сином Жуаном II з іншого боку.

## Передісторія
Після смерті у 1474 році короля Енріке IV, на корону Кастилії і Леону стали претендувати його молодша єдинокровна сестра Ізабелла з одного боку, і дочка покійного короля, Хуана — з іншого. У 1475 році Хуана вийшла заміж за свого дядька, короля Португалії Афонсу V і стала королевою Португалії, в результаті чого Португалія вступила у війну на її боці. Окрім війни за династичні права, португальський та кастильський флоти воювали на морях, прагнучи поставити під контроль шляхи до заморських територій. У підсумку католицькі королі зуміли здобути перемогу на суші, але португальці виявилися переможцями на морі. Після цього обидві сторони сіли за стіл переговорів, і підписали мирний договір.

## Договір
Основні положення договору:
- Кастильська королева Ізабелла I та її чоловік, арагонський король Фернандо II визнаються монархами Кастильської Корони.
- Португальський король Афонсу V і його дружина-королева Хуана відмовляються від своїх претензій на кастильський трон на користь Ізабели І та Фернандо ІІ. Останні, в свою чергу, відмовляються від претензій на трон Португалії.

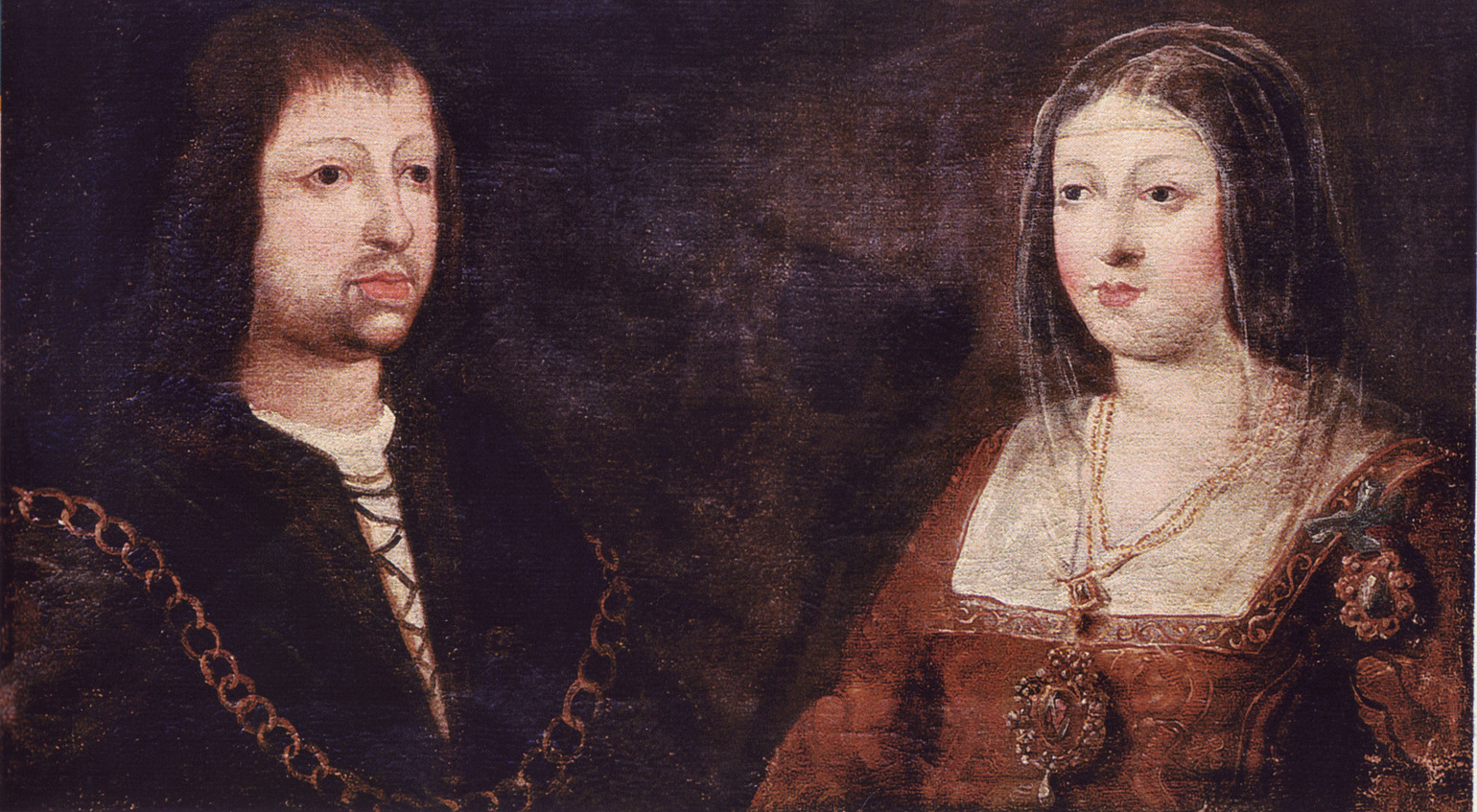
Фернандо Арагонський і Ізабелла Кастильська

- Фернандо Арагонський і Ізабелла КастильськаЗі спірних територій в Атлантиці за Кастилією залишалися лише Канарські острови, тоді як права на інші володіння (Мадейра, Азорські острови, Кабо-Верде та Гвінея) закріплювалися за Португалією, яка також отримала виключні права на завоювання Марокканського королівства;
- За Португалією закріплювалися виняткові права на плавання, завоювання і торгівлю в Атлантичному океані на південь від Канарських островів, включаючи території, які будуть відкриті в майбутньому;
- Португалія отримала компенсацію військових витрат у вигляді приданого арагонської принцеси Ізабели, яка вийшла заміж за португальського принца Афонсу;
- Афонсу та Ізабела повинні були залишатися в Португалії до досягнення повноліття, всі витрати на їхнє утримання несли католицькі королі;
- Хуана отримувала можливість вибору — або вийти заміж за іспанського принца Хуана Астурійського, або піти в монастир (Хуана обрала монастир).

## Підсумки і наслідки
У зв'язку з тим, що договір забороняв кастильским кораблям плавати південніше від Канарських островів без спеціального португальського дозволу, це підштовхнуло католицьких королів в 1492 році підтримати експедицію Христофора Колумба, який вирішив плисти на захід.